# Кент, Джеймс
Джеймс Кент (англ. James Kent; 31 июля 1763, Фредериксберг, округ Датчесс, штат Нью-Йорк — 12 декабря 1847, Нью-Йорк) — американский юрист, главный судья и канцлер штата Нью-Йорк. Написал четырёхтомные «Комментарии к американскому праву». Член Американского философского общества (1829).

## Биография
Джеймс Кент родился 31 июля 1763 года в городе Фредериксберг, входившем в состав округа Датчесс штата Нью-Йорк (ныне в составе округа Патнам), недалеко от границы со штатом Коннектикут. Дед Джеймса — Элиша Кент — был пресвитерианским священником, а отец — Мосс Кент — адвокатом в округе Датчесс. И дед, и отец Кента окончили Йельский колледж (в 1729 и 1752 годах соответственно).
В пятилетнем возрасте стал посещать школу в Норуолке. В 1772 году перевелся в школу в Полинге. В 1773—1776 годах изучал латынь у преподобного Эбенезера Болдуина.
В 1777 году по примеру отца и деда поступил в Йельский колледж. В 1779 году Кенту пришлось прервать обучение и вернуться домой из-за вторжения британских войск в Нью-Хейвен, где располагался колледж. Во время вынужденных каникул прочел «Комментарии к законам Англии» Блэкстона, после ознакомления с которыми принял решение посвятить себя праву. В колледже вступил в общество Phi Beta Kappa.
В 1781 году окончил колледж со степенью бакалавра искусств и в течение трех лет работал клерком в офисе Эгберта Бенсона, первого Генерального прокурора штата Нью-Йорк, в городе Покипси в округе Датчесс. В свободное время читал юридические и исторические труды Гроция, Пуфендорфа, Смоллетта, Рапена, Хэйла, Юма, изучал латинский, греческий и французский языки.
В 1785 году стал атторнеем (адвокатом) при Верховном суде штата Нью-Йорк, в 1787 году — советником при этом суде.
В 1788 году посещал заседания конвента штата Нью-Йорк, посвященного ратификации Конституции США. Сторонник и друг Александра Гамильтона, поддерживал Федералистскую партию. В 1790 и 1792 годах был избран членом Ассамблеи штата Нью-Йорк от округа Датчесс. В 1793 году баллотировался в Конгресс США, но проиграл выборы.
В 1793 году переехал из Покипси в город Нью-Йорк. В 1793—1798 годах — профессор права в Колумбийском колледже, где в 1797 году был удостоен степени доктора права (LL.D). Оставил преподавание в колледже в связи с падением посещаемости.
В 1796 году губернатор Нью-Йорка Джон Джей назначил Кента на должность магистра в Канцлерском суде штата Нью-Йорк. В 1796—1797 годах вновь был членом Ассамблеи штата. В 1797—1798 годах занимал пост хранителя актовых книг города Нью-Йорк.
В 1798 году избран судьёй Верховного суда штата Нью-Йорк. В 1804—1814 годах — главный судья штата Нью-Йорк (председатель Верховного суда штата).
С 1814 года — канцлер штата Нью-Йорк (председатель Канцлерского суда штата). Как отмечалось в 11-м издании Британской энциклопедии, судебные решения канцлера Кента, опубликованные в семитомном собрании судебных отчетов («Johnson’s Chancery Reports», 1816—1824), заложили основу американской практической юриспруденции.
В 1821 году представлял нью-йоркский округ Олбани, в который он переехал в 1799 году, на конвенте по пересмотру Конституции штата Нью-Йорк.
В 1823 году вышел в отставку с поста канцлера в связи с достижением установленного конституцией штата предельного возраста пребывания в судейской должности (60 лет).
В 1824—1826 годах вновь преподавал в Колумбийском колледже. По совету сына Уильяма переработал свои лекции для публикации, подготовив на их основе фундаментальное исследование правовой системы США — «Комментарии к американскому праву» (т. 1—4, 1826—1830).
В 1829 году избран членом Американского философского общества.
Последние годы жизни занимался подготовкой новых изданий своих «Комментариев» (при жизни Кента вышло пять изданий). Умер в Нью-Йорке 12 декабря 1847 года. В 1898 году были опубликованы его воспоминания и письма (англ. Memoirs and Letters).
Член Зала славы великих американцев с 1900 года. В современных публикациях Кента называют «отцом американского торгового права» и «американским Блэкстоном».